# 细齿马铃苣苔
细齿马铃苣苔（学名：Oreocharis auricula var. denticulata）为苦苣苔科马铃苣苔属下的一个变种。

## 扩展阅读
- 維基物種上的相關：细齿马铃苣苔